# (33471) Ozuna
Pour les articles homonymes, voir Ozuna (homonymie).
(33471) Ozuna est un astéroïde de la ceinture principale.

## Description
(33471) Ozuna est un astéroïde de la ceinture principale. Il fut découvert le 20 mars 1999 à Socorro (Nouveau-Mexique) par le projet LINEAR. Il présente une orbite caractérisée par un demi-grand axe de 2,28 UA, une excentricité de 0,15 et une inclinaison de 3,8° par rapport à l'écliptique.